# Nenad Mijatović
Nenad Mijatović (in montenegrino Ненад Мијатовић; Spalato, 22 gennaio 1987) è un ex cestista montenegrino.

## Palmarès
- Campionato montenegrino: 2

Budućnost: 2006-07, 2008-09
- Coppa del Montenegro: 2

Budućnost: 2007, 2009